# Трансплантация поджелудочной железы
Трансплантация поджелудочной железы — это хирургическая операция, которая предусматривает имплантацию здоровой поджелудочной железы (которая может производить инсулин) у человека, который обычно имеет сахарный диабет . Поскольку поджелудочная железа является жизненно важным органом, который выполняет функции, необходимые в процессе пищеварения, родная поджелудочная железа реципиента остается на месте, а донорская поджелудочная железа прикрепляется в другом месте. Получают здоровую поджелудочную железу у донора, который только что умер, или это может быть часть поджелудочной железы от живого донора. В настоящее время трансплантации поджелудочной железы обычно проводят у лиц с инсулинозависимым диабетом, у которых могут развиться тяжелые осложнения. Пациенты с наиболее распространенной и опасной формой рака поджелудочной железы, как правило, не имеют права на трансплантацию, поскольку это состояние дает очень высокий уровень смертности в связи с тем, что рак поджелудочной железы имеет склонность к рецидивам. Трансплантация поджелудочной железы остаётся важной альтернативой в лечении больных диабетом до тех пор, пока не будут разработаны другие стратегии, которые могут обеспечить равный гликемический контроль с меньшей иммуносупрессией .

## История
Первая попытка вылечить диабет 1 типа путем трансплантации поджелудочной железы была сделана в Миннесотском университете, в Миннеаполисе, 17 декабря 1966 года.
24 ноября 1971 первая трансплантация поджелудочной железы с использованием мочевого дренажа была проведена Марвином Глэдман в больнице Монтефиоре в Нью-Йорке .
С середины 1980-х до середины 1990-х годов дренаж мочевого пузыря при данной операции стал наиболее распространенным методом контроля во всем мире, поскольку снижение активности амилазы мочи может использоваться как чувствительный, если не самый специфический маркер отторжения.
Сегментарная трансплантация в основном применялась от живых доноров. Трансплантация поджелудочной железы проводилась в университете Миннесоты, а лапароскопическая дистальная панкреатэктомия была введена в 2001 году в том же центре.
Начиная с 1986 года, терапия на основе препарата такролимус использовалась примерно в 20 % случаев, её заменила новая микроэмульсия циклоспорина, которая используется в современной посттрансплантационном иммуносупрессии.
В период с 1994 по 1997 годы показатели потери иммунологического трансплантата снизились до 2 %.
В течение 1997 года во всем мире было проведено более 10 000 трансплантаций поджелудочной железы, при этом 88 % из них — это одновременно трансплантации почек и поджелудочной железы.
По состоянию на 31 декабря 2004 года, в мире было выполнено более 23000 операции по пересадке поджелудочной железы, о которых было сообщено в Международный реестр патентов и товарных знаков. Более 17000 трансплантаций проведено в США и почти 6000 в других странах.

## Осложнения
Осложнения сразу после операции включают тромбоз, панкреатит, инфекции, кровотечения и отторжения. Отторжение может произойти немедленно или в любое время после операции. Это происходит потому, что пересаженная поджелудочная железа поступает из другого организма, а иммунная система реципиента рассматривает её как агрессию и пытается бороться с ней. Для того, чтобы не допустить этого, пациенты должны принимать иммуносупрессивные препараты. Препараты принимаются в комбинации, обычно это: циклоспорин , азатиоприн и кортикостероиды . Но поскольку эпизоды отторжения могут повторяться в течение всей жизни пациента, точный выбор и дозировка иммунодепрессантов могут быть изменены с течением времени. Иногда такролимус дается вместо циклоспорина и микофенолата мофетила вместо азатиоприна .

## Прогноз
Прогноз после трансплантации поджелудочной железы очень хороший. За последние годы долгосрочный успех улучшился, а риски снизились. Через год после трансплантации более 95 % всех пациентов все ещё живы и 85 % всех поджелудочных желез все ещё функциональны. После трансплантации пациенты нуждаются в пожизненной иммуносупрессии . Иммуносупрессия увеличивает риск развития целого ряда различных видов инфекции. До конца не понятна роль стероидов, которые часто используются в качестве иммунодепрессанта.